# Breinigerberg
Breinigerberg är en av staden Stolbergs stadsdelar, och är belägen i den tyska delstaten Nordrhein-Westfalen, mellan Aachen och Köln. 971 invånare (31 december 2005).